# ВІСОН
Агенція нерухомості «ВІСОН» — українська компанія, що надає послуги з купівлі, продажу та оренди житлової й комерційної нерухомості. Заснована у 2016 році в місті Тернопіль.

## Історія створення та розвиток

АН «ВІСОН» знаходиться на 5 поверсі ТЦ «Кристал»

Агенція нерухомості «ВІСОН» була заснована у 2016 році у місті Тернопіль. Спочатку компанія орендувала невеликі офіси, але з часом переїхала у власний офіс, розташований у ТЦ «Кристал» за адресою: вул. Торговиця (Живова), 15Б, офіс 23, 5-й поверх.

## Походження назви
Назва «ВІСОН» є абревіатурою, утвореною від перших літер імен членів родини засновника компанії: Володимир, Ірина, Соломія, Остап, Назар. Така назва символізує сімейні цінності, довіру та відповідальність, які стали фундаментом діяльності компанії.

## Колектив

Колектив агенції нерухомості «ВІСОН»

Команда АН «ВІСОН» складається з фахівців із багаторічним досвідом роботи з житловою та комерційною нерухомістю.
- Володимир Гудак — засновник, директор, к.е.н., сертифікований рієлтор, член АФНУ, NAR, MLS Ternopil.
- Наталя Кислюк — рієлтор з усіма типами нерухомості.
- Тетяна Матейко — рієлтор із досвідом від заснування агенції.
- Юлія Заяць — рієлтор із досвідом від заснування агенції.
- Марія Вознюк — рієлтор, працює з усіма видами об'єктів.
- Христина Бранець — офіс-менеджер, координує процеси агенції.
- Христина Стецик — маркетолог, займається рекламою, фото- та відеозйомкою.
- Оксана Смакула — рієлтор, працює з житловою та комерційною нерухомістю.

Колектив регулярно бере участь у тренінгах, майстер-класах та галузевих конференціях, підвищуючи кваліфікацію та впроваджуючи нові підходи у роботі з клієнтами.

Нагороди агенції нерухомості «ВІСОН»

## Досягнення та нагороди

### Нагороди та визнання
- Диплом від Dom.Ria, як надійний та перевірений партнер — 01.01.2016
- Диплом переможця конкурсу «Народний бренд 2016» від медіакорпорації Ria — 12.2016
- Диплом переможця конкурсу «Народний бренд 2017» — 12.12.2017
- Диплом від Dom.Ria про надійність — 12.12.2017
- Диплом «Перевірена агенція нерухомості» DOM.RIA — 2018
- Диплом переможця конкурсу «Народний бренд 2018» — 12.2018
- Диплом «Перевірена агенція нерухомості» DOM.RIA — 2019
- Диплом переможця конкурсу «Народний бренд 2019» — 12.2019
- Перевірене агентство 2023 від DOM.RIA — 28.12.2023
- Silver Partner на порталі Rieltor.ua — 31.01.2024

### Навчальні заходи та тренінги
- Майстер-клас Артура Оганесяна — 26.05.2017
- Навчання за програмою АФНУ + отримання свідоцтва — 25.11.2017
- Курс-практикум з партнерських продажів — 08.09.2019
- Тренінг з продажу первинної нерухомості — 2020
- Майстер-клас Ірини Гуменної — 2020
- Тренінг Наталії Кузьмінової «Переговори без супротиву…» — 30.11.2021
- Тренінг із соціальних мереж — 29.03.2023
- Онлайн-курс SRS від АФНУ та NAR — 18.08.2023
- Тренінг «Ораторське мистецтво в бізнесі» — 12.10.2023
- Семінар від АФНУ/Ощадбанк/ЛУН — 01.02.2024
- Майстер-клас Віктора Бражнікова — 15.02.2024
- Сертифікаційне навчання для рієлторів у Тернополі — 06.08.2024
- Семінар зі штучного інтелекту — 28.11.2024

Дипломи агенції нерухомості «ВІСОН»

### Професійні конференції та форуми
- 7 конференція від Dom.Ria, Київ — 25.11.2016
- Конференція РІЕЛТ-ФЕСТ, Львів — 09.2017
- 8 конференція від Dom.Ria, Київ — 24.11.2017
- Рієлторський саміт «Realty Summit», Одеса — 16.07.2018
- Освітній форум рієлторів — 15.03.2019
- XXVI Міжнародна конференція АФНУ, Львів — 09.06.2023
- Реєстрація торгової марки «ВІСОН» — 16.11.2023

### Участь у професійних спільнотах
- Робоча зустріч з АФНУ, Юрій Піта та Володимир Яцуба — 20.05.2021
- Зустріч із президентом АФНУ — 27.07.2022
- Підписання меморандуму з ТОВ «Добробуд» — 21.03.2024
- Засідання Ради АФНУ, Тернопіль — 13.09.2024
- Виїзна рада АФНУ, Івано-Франківськ — 24.01.2025
- Зустріч з ГУ ДПС та Пенсійним фондом — 10.04.2025

### Публічна активність та ЗМІ
- Інтерв'ю на телеканалі TV-4 — 15.08.2024[1]
- Визнання агенції журналом CITY LIFE — 2020[2][відсутнє в джерелі]

### Інші важливі події
- Директор АН «ВІСОН» став членом АФНУ — 18.12.2017
- Участь у створенні МЛС Тернопіль — 15.11.2019
- Потрапили до списку 20 кращих компаній Тернополя — 2020
- Участь у події щодо іпотеки «єОселя» — 23.11.2022
- Круглий стіл рієлторів — 22.09.2023
- Участь у проєкті ТРВ АФНУ про інструменти продажу — 12.12.2024

Так проходить кожна нарада в АН «ВІСОН»

## Соціальна та громадська діяльність
АН «ВІСОН» активно бере участь у житті громади, підтримує соціальні ініціативи та благодійні проєкти.